# Heike Lehmann
Heike Lehmann, obecnie Weber, primo voto Grund (ur. 29 marca 1962 w Neustrelitz) – niemiecka siatkarka, medalistka igrzysk olimpijskich i mistrzostw Europy oraz siatkarka plażowa.

## Życiorys
Lehmann była w składzie reprezentacji Niemiec Wschodnich podczas  igrzysk olimpijskich 1980 odbywających się w Moskwie. Zagrała wówczas we wszystkich meczach olimpijskiego turnieju, w tym w przegranym finale ze Związkiem Radzieckim. Zdobyła dwa medale mistrzostw Europy – złoty w 1983 w NRD oraz srebrny w 1985 w Holandii.
Była zawodniczką klubu SC Dynamo Berlin, z którym sześciokrotnie zdobyła mistrzostwo Niemiec Wschodnich – w 1979 i w latach 1985–1989 oraz tryumfowała w Pucharze Europy Zdobywczyń Pucharów 1977/1978. Po zjednoczeniu Niemiec grała w pierwszej i drugiej Bundeslidze w zespołach Rudow Berlin, Bayern Lohhof, 1. VC Hamburg, SC Langenhorn i TV Fischbek Hamburg, w którym zakończyła karierę sportową w 1998. W latach 1992–1997 grała w siatkówkę plażową w parze z Andreą Marunde.